# 匈牙利圣伊莎贝尔皇家美术学院
匈牙利圣伊莎贝尔皇家美术学院（西班牙語：Real Academia de Bellas Artes de Santa Isabel de Hungría）是位于西班牙安达卢西亚自治区首府塞维利亚中心洛斯皮内洛之家的一座艺术学院兼博物馆。其历史最早可以追溯到建成于1660年的塞维利亚绘画艺术学院。

## 历史

### 塞维利亚绘画艺术学院
1660年，塞维利亚艺术绘画学院成立。创始人包括西班牙文艺复兴时期的众多艺术家。其中首任主席是巴托洛梅·埃斯特萬·牟利羅和胡安·德·埃雷拉；领事塞瓦斯蒂安·德·利亚诺斯-巴尔德斯；学院代表胡安·德·巴尔德斯·莱亚尔。原址位于塞维利亚古代商人交易所内。它是欧洲第五个成立的绘画学院，也是西班牙的第一所绘画学院。1690年，学院停止办学，内部的画作保存在圣安德烈教堂。

### 皇家三大艺术学校
1752年，马德里皇家圣费尔南多三大艺术学院建成。1759年，一群塞维利亚艺术家决定在塞维利亚重建学院，并命名为皇家三大艺术学校（Real Escuela de Tres Nobles Artes），教授绘画、雕塑和建筑三大艺术课程。该项目得到了塞维利亚王宫副长官弗朗西斯科·德·布鲁纳的支持。1775年，国王卡洛斯三世任命布鲁纳为赞助人，总部设在塞维利亚王宫。1778年，第一批学生毕业。

### 匈牙利圣伊莎贝尔皇家美术学院
1843年，学校升格为学院，并更名为“圣伊莎贝尔皇家美术学院”，以伊莎贝拉二世女王命名。1873年5月8日的法令新设了音乐学部。1921年，学院又更名为匈牙利圣伊莎贝尔皇家美术学院。
1940年的法令创建了全国高等艺术学校。塞维利亚（匈牙利圣伊莎贝尔）与马德里（圣费尔南多）、巴塞罗那（圣乔治）和巴伦西亚（圣卡洛斯）的艺术学院为同等级别。20世纪时的总部还在塞维利亚美术博物馆，1980年搬到现址。